# Tithorea tarricina
Tithorea tarricina is een vlinder uit de familie Nymphalidae. De wetenschappelijke naam van de soort is voor het eerst geldig gepubliceerd in 1857 door William Chapman Hewitson.